# Thibaud Lanen
Thibaud Lanen (Francia, 1 de abril de 1998) es un jugador profesional francés de rugby que se desempeña en la posición de segunda línea en ASM Clermont Auvergne, equipo perteneciente a la liga Top 14.

## Carrera
Lanen es un jugador de formación francesa (JIFF). En 2014 comenzó su carrera deportiva con el equipo ASM Clermont Auvergne, donde lleva jugando diez temporadas.